# Stephan Moccio
Stephan Moccio (* 20. Oktober 1972 in St. Catharines, Ontario) ist ein kanadischer Musiker und Komponist.

## Leben
Moccio studierte Klavier an der University of Western Ontario. Er entschied sich gegen ein weiteres Studium am Berklee College of Music und nahm ein Angebot bei Sony Music als Sessionmusiker und Komponist an. Während seiner Zeit bei Sony komponierte er unter anderem für Céline Dion und Sarah Brightman. 2003 verließ er Sony Music und arbeitete selbständig, unter anderem mit Seal und Josh Groban. Zu seinen Kompositionen gehören Wrecking Ball von Miley Cyrus und A New Day Has Come von Celine Dion. 2012 war er Jurymitglied bei Canada’s Got Talent. Für sein Mitwirken am Soundtrack zu Fifty Shades of Grey war er 2015 für den Oscar in der Kategorie Bester Song (Earned It) nominiert.

## Diskografie (Auswahl)
Singles
- 2010: I Believe (CA: ×5Fünffachplatin )[1]
- 2020: Fracture (CA: Gold)

## Auszeichnungen
- Oscar-Nominierung in der Kategorie Bester Song für Fifty Shades of Grey
- Grammy-Nominierung in der Kategorie Album of the Year für Fifty Shades of Grey